# Chi Bách vàng
Chi Bách vàng (danh pháp khoa học: Callitropsis, đồng nghĩa Xanthocyparis) là một chi hiện chỉ có hai loài bách trong họ Cupressaceae, một loài có nguồn gốc ở khu vực miền tây Bắc Mỹ, loài kia có nguồn gốc ở Việt Nam trong khu vực đông nam châu Á.
Danh pháp khoa học của hai loài này là:
- Callitropsis nootkatensis – Bách Nootka (vị trí của nó xem tại phần Xem thêm và bài Bách Nootka)
- Callitropsis vietnamensis – Bách vàng Việt Nam

Farjon và những người khác (năm 2002) đã miêu tả một chi mới gọi là Xanthocyparis, chứa hai loài, gồm loài mới phát hiện là bách vàng Việt Nam (Xanthocyparis vietnamensis) và bách Nootka (Xanthocyparis nootkatensis); việc xử lý này có nhiều luận cứ ủng hộ, do cả hai loài đều không có quan hệ gì với chi Chamaecyparis, mà cũng không phù hợp khi xếp vào chi Cupressus, mặc dù có nhiều điểm chung.
Little và những người khác (năm 2004), trong khi vẫn xác nhận mối quan hệ trên đây, nhưng với các chứng cứ mới, đã chỉ ra rằng tổ hợp danh pháp có sớm hơn trong chi Callitropsis đã tồn tại, là Callitropsis nootkatensis (D.Don) Oerst., công bố vào năm 1864 nhưng đã bị các tác giả khác hoặc là bỏ qua hoặc là không nhận ra. Little và những người khác vì thế đã coi Xanthocyparis là đồng nghĩa của Callitropsis, tên gọi chính xác cho các loài này theo quy tắc của ICBN khi xử lý một chi khác biệt. Tên gọi Xanthocyparis hiện nay đã được đề xuất để bảo lưu, nhưng điều này chỉ được quyết định tại Đại hội Thực vật học quốc tế năm 2011, cho đến thời gian này thì tên gọi chính xác cần phải là Callitropsis theo nguyên tắc đặt trước.